# 아모르포팔루스 티타눔
시체꽃(屍體-, 영어: titan arum 타이탄 아룸[*], 학명: Amorphophallus titanum 아모르포팔루스 티타눔[*])은 열대지방에 서식하는 천남성과의 여러해살이풀이다. 마치 하나의 꽃으로 보이는 거대한 꽃대를 올리는 것으로 유명하다. 그 생김새가 독특하거니와, 꽃에서 풍기는 동물 썩는 듯한 심한 악취로 세계 각지의 온실에서 재배하는 표본이 개화할 때마다 화제가 되곤 한다.
인도네시아 수마트라섬의 고유종으로, 적도 부근의 열대우림에 자생한다. 세계 각지의 식물원 등지에서 재배된다.

## 특징
단 하나의 잎이 땅속 알줄기에서 돋아나며 잎자루는 원기둥 모양이고 흰색 또는 연한 녹색의 반점이 있다. 다 자라면 높이 6m, 폭 5m 정도 된다. 잎은 완전히 3갈래로 갈라졌다가 다시 2-3번 갈라지고 각각 깃꼴로 갈라진다. 크기가 워낙 커서, 나무가 여러 개의 잎을 단 것처럼 보인다.
알줄기에 어느 정도의 양분이 모이면 약 4달간의 휴면기를 거친 다음 꽃대를 올린다. 처음에는 꽃대가 불염포에 싸여 있다가 꽃대가 성숙하고 꽃이 필 때쯤 불염포가 열리게 되는데 이때 꽃대(육수꽃차례)의 크기는 자생지에서 3m에 달한다. 꽃대에서 썩는 동물 사체의 냄새가 나며, 딱정벌레, 쉬파리 등을 끌어들여 수분을 한다.
암수한그루로 불염포로 싸인 꽃대의 밑부분에 수꽃과 암꽃이 위아래로 연속해 육수꽃차례로 달린다. 암꽃이 먼저 피고, 1~2일 후에 수꽃이 핀다. 이로써 꽃의 자가수분을 막는다. 암꽃이 진 자리에 주홍색 장과가 열린다.
꽃대와 잎이 큰 만큼 알줄기는 그만한 양분을 저장할 수 있어야 하므로 시체꽃은 식물 중 가장 큰 알줄기를 가지며 그 무게가 100kg에 이른다.
런던 큐 왕립식물원에 있는 표본의 알줄기는 91kg의 무게를 기록한 적이 있다.
향기 대신 썩은 내를 풍기는 이 꽃은 7년에 한번 씩 개화하고, 또 개화 시기가 이틀정도 밖에 되지 않는다고 한다.